# Óscar David Romero
Óscar David Romero Villamayor (Fernando de la Mora, 4 luglio 1992) è un calciatore paraguaiano, centrocampista o attaccante dell'Internacional e della nazionale paraguaiana.

## Biografia
Anche suo fratello gemello Ángel è un calciatore.

## Caratteristiche tecniche
È un centrocampista offensivo, che trova la sua collocazione ideale come trequartista ma può adattarsi anche a giocare sulle fasce.
Giocatore di classe sopraffina, è abile nel battere punizioni e calci piazzati.

## Carriera

### Club

#### Cerro Porteno
All’età di 14 anni viene acquistato dal Cerro Porteño. Debutta in prima squadra il 15 maggio 2011,in occasione della sconfitta per 1-0 contro il General Caballero.. Il primo gol tra i professionisti arriva il primo dicembre 2012 contro il Sp. Luqueño. Con il club paraguaiano vince due titoli: il Torneo Apertura 2012 e il Clausura 2013.

#### Racing Avellaneda
Il 30 gennaio 2015 firma per il  Racing Club. Debutta con l’”Academia” in occasione del match di Coppa Libertadores 2015, vinto per 5-0 contro il Deportivo Táchira, sostituendo Marcos Acuña nel secondo tempo.. Realizza il primo gol il 14 marzo 2015 nella vittoria per 4-1 contro il Colón (SF).. Chiude il primo anno con la maglia del club argentino, realizzando un gol fondamentale contro i rivali dell'Independiente, in occasione della partita di andata dello spareggio per accedere alla Copa Libertadores, grazie a cui il Racing Club si impone per 2-0 in trasferta. Con il tempo diventa uno dei beniamini della tifoseria.. Nel 2016 lascia il club argentino con cui ha disputato 72 partite e realizzato 10 reti in tutte le competizioni.

#### Shanghai Shenhua e il prestito all'Alaves
Il Shanghai Shenhua, nel 2017, paga 9 milioni di dollari e un contratto milionario per assicurarsi le prestazioni del fantasista paraguaiano.. Per eccesso di stranieri in squadra, il club cinese lo cede per un anno in prestito all'Alavés, dove colleziona 20 presenze e un solo assist. Scaduto il prestito nel 2018 ritorna in Cina, dove disputa 28 partite, realizza 5 reti e fornisce 5 assist. Nel 2019 rescinde il contratto con il club.

#### San Lorenzo de Almagro
L'8 agosto 2019 firma da svincolato un nuovo contratto con il San Lorenzo, che ingaggia, contemporaneamente, anche il suo fratello gemello Ángel Romero, svincolatosi precedentemente dal Corinthians.. Esordisce con il club azulgrana il 18 agosto 2019, in occasione del pareggio per 2-2 contro il Rosario Central.. I gemelli innamorano in campo,ma allo stesso tempo dividono l’ambiente,società e tifosi per i numerosi atti di indisciplina di cui si sono resi protagonisti fuori dal campo e non solo. Il 29 agosto 2019 rescindono i rispettivi contratti..

#### Boca Juniors
Il 18 febbraio 2022 viene presentato come nuovo giocatore del Boca Juniors.. Debutta in Copa Argentina in occasione del match vinto per 4-1 contro il Central Córdoba (R), nel quale si rende subito protagonista con un assist e un'ottima prestazione.. Il 22 maggio 2022 vince la Copa de la Liga Profesional, battendo per 3-0 il Tigre. È il suo primo trofeo con la maglia del Boca.
Il 6 agosto 2022 realizza le prime due reti con i gialloblù in occasione della vittoria per 2-0 contro il Platense.

### Botafogo
Il 18 marzo 2024 è stato annunciato dal Botafogo con un contratto fino alla fine della stagione. Il giocatore ha ricevuto la maglia numero 70 per giocare per il club. Il 2 aprile, il paraguaiano venne messo in lista per la prima volta, per la partita contro Junior Barranquilla nella Libertadores. Il paraguaiano ha debuttato contro i colombiani al Nilton Santos. Romero è entrato al 39º minuto della fase finale, in sostituzione di Marlon Freitas.
Il 13 maggio 2024, dopo un atto di indisciplina, Óscar Romero è stato escluso dalla trasferta del Botafogo in Perù, dove la squadra avrebbe affrontato l'Universitario nel quinto turno del Gruppo D della fase a gironi della Libertadores. Secondo la stampa specializzata, il centrocampista, insieme al compagno di club Diego Hernández, ha concentrato le donne dopo la partita contro il Fortaleza.
Il giorno successivo, il paraguaiano ha parlato apertamente, dicendo che accettava la punizione del Botafogo, ma ha negato di aver portato donne nell'hotel della squadra.

### Nazionale
Ha esordito con la Nazionale paraguaiana nel 2013.
Viene convocato per la Copa América Centenario del 2016.

## Statistiche

### Cronologia delle presenze e reti in nazionale
| Cronologia completa delle presenze e delle reti in nazionale ― Paraguay | Cronologia completa delle presenze e delle reti in nazionale ― Paraguay | Cronologia completa delle presenze e delle reti in nazionale ― Paraguay | Cronologia completa delle presenze e delle reti in nazionale ― Paraguay | Cronologia completa delle presenze e delle reti in nazionale ― Paraguay | Cronologia completa delle presenze e delle reti in nazionale ― Paraguay | Cronologia completa delle presenze e delle reti in nazionale ― Paraguay | Cronologia completa delle presenze e delle reti in nazionale ― Paraguay |
| Data                                                                    | Città                                                                   | In casa                                                                 | Risultato                                                               | Ospiti                                                                  | Competizione                                                            | Reti                                                                    | Note                                                                    |
| ----------------------------------------------------------------------- | ----------------------------------------------------------------------- | ----------------------------------------------------------------------- | ----------------------------------------------------------------------- | ----------------------------------------------------------------------- | ----------------------------------------------------------------------- | ----------------------------------------------------------------------- | ----------------------------------------------------------------------- |
| 14-8-2013                                                               | Kaiserslautern                                                          | Germania                                                                | 3 – 3                                                                   | Paraguay                                                                | Amichevole                                                              | -                                                                       | 62’                                                                     |
| 7-9-2013                                                                | Asunción                                                                | Paraguay                                                                | 4 – 0                                                                   | Bolivia                                                                 | Qual. Mondiali 2014                                                     | -                                                                       | 65’                                                                     |
| 11-9-2013                                                               | Asunción                                                                | Paraguay                                                                | 2 – 5                                                                   | Argentina                                                               | Qual. Mondiali 2014                                                     | -                                                                       | 46’                                                                     |
| 11-10-2013                                                              | San Cristóbal                                                           | Venezuela                                                               | 1 – 1                                                                   | Paraguay                                                                | Qual. Mondiali 2014                                                     | -                                                                       | 57’                                                                     |
| 16-10-2013                                                              | Asunción                                                                | Paraguay                                                                | 1 – 2                                                                   | Colombia                                                                | Qual. Mondiali 2014                                                     | -                                                                       | 75’                                                                     |
| 29-5-2014                                                               | Kufstein                                                                | Camerun                                                                 | 1 – 2                                                                   | Paraguay                                                                | Amichevole                                                              | 1                                                                       | 66’                                                                     |
| 1-6-2014                                                                | Nizza                                                                   | Francia                                                                 | 1 – 1                                                                   | Paraguay                                                                | Amichevole                                                              | -                                                                       | 77’                                                                     |
| 7-9-2014                                                                | Asunción                                                                | Paraguay                                                                | 0 – 0                                                                   | Emirati Arabi Uniti                                                     | Amichevole                                                              | -                                                                       | 61’                                                                     |
| 27-3-2015                                                               | San José                                                                | Costa Rica                                                              | 0 – 0                                                                   | Paraguay                                                                | Amichevole                                                              | -                                                                       | 76’                                                                     |
| 1-4-2015                                                                | Kansas City                                                             | Messico                                                                 | 1 – 0                                                                   | Paraguay                                                                | Amichevole                                                              | -                                                                       | 46’                                                                     |
| 7-6-2015                                                                | Asunción                                                                | Paraguay                                                                | 2 – 2                                                                   | Honduras                                                                | Amichevole                                                              | -                                                                       | 46’                                                                     |
| 27-6-2015                                                               | Concepción                                                              | Brasile                                                                 | 1 – 1 dts (3 – 4 dtr)                                                   | Paraguay                                                                | Coppa America 2015 - Quarti di finale                                   | -                                                                       | 46’                                                                     |
| 30-6-2015                                                               | Concepción                                                              | Argentina                                                               | 6 – 1                                                                   | Paraguay                                                                | Coppa America 2015 - Semifinale                                         | -                                                                       | 46’                                                                     |
| 3-7-2015                                                                | Concepción                                                              | Perù                                                                    | 2 – 0                                                                   | Paraguay                                                                | Coppa America 2015 - Finale 3º Posto                                    | -                                                                       |                                                                         |
| 5-9-2015                                                                | Santiago del Cile                                                       | Cile                                                                    | 3 – 2                                                                   | Paraguay                                                                | Amichevole                                                              | -                                                                       | 46’                                                                     |
| 14-10-2015                                                              | Asunción                                                                | Paraguay                                                                | 0 – 0                                                                   | Argentina                                                               | Qual. Mondiali 2018                                                     | -                                                                       | 78’                                                                     |
| 18-11-2015                                                              | Asunción                                                                | Paraguay                                                                | 2 – 1                                                                   | Bolivia                                                                 | Qual. Mondiali 2018                                                     | -                                                                       | 61’                                                                     |
| 28-5-2016                                                               | Atlanta                                                                 | Messico                                                                 | 1 – 0                                                                   | Paraguay                                                                | Amichevole                                                              | -                                                                       | 81’                                                                     |
| 4-6-2016                                                                | Orlando                                                                 | Costa Rica                                                              | 0 – 0                                                                   | Paraguay                                                                | Coppa America Centenario - 1º turno                                     | -                                                                       | 70’                                                                     |
| 8-6-2016                                                                | Pasadena                                                                | Colombia                                                                | 2 – 1                                                                   | Paraguay                                                                | Coppa America Centenario - 1º turno                                     | -                                                                       | 81’                                                                     |
| 2-9-2016                                                                | Asunción                                                                | Paraguay                                                                | 2 – 1                                                                   | Cile                                                                    | Qual. Mondiali 2018                                                     | 1                                                                       |                                                                         |
| 7-9-2016                                                                | Montevideo                                                              | Uruguay                                                                 | 4 – 0                                                                   | Paraguay                                                                | Qual. Mondiali 2018                                                     | -                                                                       |                                                                         |
| 7-10-2016                                                               | Asunción                                                                | Paraguay                                                                | 0 – 1                                                                   | Colombia                                                                | Qual. Mondiali 2018                                                     | -                                                                       |                                                                         |
| 11-10-2016                                                              | Córdoba                                                                 | Argentina                                                               | 0 – 1                                                                   | Paraguay                                                                | Qual. Mondiali 2018                                                     | -                                                                       |                                                                         |
| 11-11-2016                                                              | Asunción                                                                | Paraguay                                                                | 1 – 4                                                                   | Perù                                                                    | Qual. Mondiali 2018                                                     | -                                                                       |                                                                         |
| 14-11-2016                                                              | La Paz                                                                  | Bolivia                                                                 | 1 – 0                                                                   | Paraguay                                                                | Qual. Mondiali 2018                                                     | -                                                                       | 81’                                                                     |
| 29-3-2017                                                               | San Paolo                                                               | Brasile                                                                 | 3 – 0                                                                   | Paraguay                                                                | Amichevole                                                              | -                                                                       | 45’                                                                     |
| 2-6-2017                                                                | Rennes                                                                  | Francia                                                                 | 5 – 0                                                                   | Paraguay                                                                | Amichevole                                                              | -                                                                       | 77’                                                                     |
| 8-6-2017                                                                | Trujillo                                                                | Perù                                                                    | 1 – 0                                                                   | Paraguay                                                                | Amichevole                                                              | -                                                                       |                                                                         |
| 2-7-2017                                                                | Seattle                                                                 | Messico                                                                 | 2 – 1                                                                   | Paraguay                                                                | Amichevole                                                              | -                                                                       |                                                                         |
| 31-8-2017                                                               | Santiago del Cile                                                       | Cile                                                                    | 0 – 3                                                                   | Paraguay                                                                | Qual. Mondiali 2018                                                     | -                                                                       |                                                                         |
| 5-9-2017                                                                | Asunción                                                                | Paraguay                                                                | 1 – 2                                                                   | Uruguay                                                                 | Qual. Mondiali 2018                                                     | -                                                                       |                                                                         |
| 5-10-2017                                                               | Barranquilla                                                            | Colombia                                                                | 1 – 2                                                                   | Paraguay                                                                | Qual. Mondiali 2018                                                     | -                                                                       |                                                                         |
| 10-10-2017                                                              | Asunción                                                                | Paraguay                                                                | 0 – 1                                                                   | Venezuela                                                               | Qual. Mondiali 2018                                                     | -                                                                       |                                                                         |
| 27-3-2018                                                               | Cary                                                                    | Stati Uniti                                                             | 1 – 0                                                                   | Paraguay                                                                | Amichevole                                                              | -                                                                       | 72’                                                                     |
| 12-6-2018                                                               | Innsbruck                                                               | Giappone                                                                | 4 – 2                                                                   | Paraguay                                                                | Amichevole                                                              | 1                                                                       | 65’                                                                     |
| 23-3-2019                                                               | Harrison                                                                | Perù                                                                    | 1 – 0                                                                   | Paraguay                                                                | Amichevole                                                              | -                                                                       | 90’                                                                     |
| 27-3-2019                                                               | Santa Clara                                                             | Messico                                                                 | 4 – 2                                                                   | Paraguay                                                                | Amichevole                                                              | -                                                                       | 57’                                                                     |
| 9-6-2019                                                                | Asunción                                                                | Paraguay                                                                | 2 – 0                                                                   | Guatemala                                                               | Amichevole                                                              | -                                                                       | 67’                                                                     |
| 19-6-2019                                                               | Belo Horizonte                                                          | Argentina                                                               | 1 – 1                                                                   | Paraguay                                                                | Coppa America 2019 - 1º turno                                           | -                                                                       | 72’                                                                     |
| 23-6-2019                                                               | Salvador de Bahia                                                       | Colombia                                                                | 1 – 0                                                                   | Paraguay                                                                | Coppa America 2019 - 1º turno                                           | -                                                                       | 82’                                                                     |
| 5-9-2019                                                                | Kashima                                                                 | Giappone                                                                | 2 – 0                                                                   | Paraguay                                                                | Amichevole                                                              | -                                                                       | 73’                                                                     |
| 10-9-2019                                                               | Amman                                                                   | Giordania                                                               | 2 – 4                                                                   | Paraguay                                                                | Amichevole                                                              | 1                                                                       | 68’                                                                     |
| 13-10-2019                                                              | Bratislava                                                              | Slovacchia                                                              | 1 – 1                                                                   | Paraguay                                                                | Amichevole                                                              | -                                                                       | 63’                                                                     |
| 19-11-2019                                                              | Riad                                                                    | Arabia Saudita                                                          | 0 – 0                                                                   | Paraguay                                                                | Amichevole                                                              | -                                                                       | 67’                                                                     |
| 17-11-2020                                                              | Asunción                                                                | Paraguay                                                                | 2 – 2                                                                   | Bolivia                                                                 | Qual. Mondiali 2022                                                     | -                                                                       |                                                                         |
| 3-6-2021                                                                | Montevideo                                                              | Uruguay                                                                 | 0 – 0                                                                   | Paraguay                                                                | Qual. Mondiali 2022                                                     | -                                                                       | 67’                                                                     |
| 8-6-2021                                                                | Asunción                                                                | Paraguay                                                                | 0 – 2                                                                   | Brasile                                                                 | Qual. Mondiali 2022                                                     | -                                                                       | 73’                                                                     |
| 21-6-2021                                                               | Brasilia                                                                | Argentina                                                               | 1 – 0                                                                   | Paraguay                                                                | Coppa America 2021 - 1º turno                                           | -                                                                       | 66’                                                                     |
| 24-6-2021                                                               | Brasilia                                                                | Cile                                                                    | 0 – 2                                                                   | Paraguay                                                                | Coppa America 2021 - 1º turno                                           | -                                                                       | 88’                                                                     |
| 28-6-2021                                                               | Rio de Janeiro                                                          | Uruguay                                                                 | 1 – 0                                                                   | Paraguay                                                                | Coppa America 2021 - 1º turno                                           | -                                                                       | 57’                                                                     |
| 9-9-2021                                                                | Asunción                                                                | Paraguay                                                                | 2 – 1                                                                   | Venezuela                                                               | Qual. Mondiali 2022                                                     | -                                                                       | 71’                                                                     |
| 13-10-2021                                                              | La Paz                                                                  | Bolivia                                                                 | 4 – 0                                                                   | Paraguay                                                                | Qual. Mondiali 2022                                                     | -                                                                       | 53’                                                                     |
| 11-11-2021                                                              | Asunción                                                                | Paraguay                                                                | 0 – 1                                                                   | Cile                                                                    | Qual. Mondiali 2022                                                     | -                                                                       | 84’                                                                     |
| 16-11-2021                                                              | Barranquilla                                                            | Colombia                                                                | 0 – 0                                                                   | Paraguay                                                                | Qual. Mondiali 2022                                                     | -                                                                       |                                                                         |
| 29-3-2022                                                               | Lima                                                                    | Perù                                                                    | 2 – 0                                                                   | Paraguay                                                                | Qual. Mondiali 2022                                                     | -                                                                       |                                                                         |
| 2-6-2022                                                                | Sapporo                                                                 | Giappone                                                                | 4 – 1                                                                   | Paraguay                                                                | Amichevole                                                              | -                                                                       | 65’                                                                     |
| 10-6-2022                                                               | Suwon                                                                   | Corea del Sud                                                           | 2 – 2                                                                   | Paraguay                                                                | Amichevole                                                              | -                                                                       | 84’                                                                     |
| Totale                                                                  |                                                                         | Presenze                                                                | 58                                                                      |                                                                         | Reti                                                                    | 4                                                                       |                                                                         |

## Palmarès

### Competizioni nazionali
- Campionato paraguaiano: 2

Cerro Porteño: 2012 (C), 2013 (A)
- Supercopa Argentina: 1

Boca Juniors: 2022
- Copa de la Liga Profesional: 1

Boca Juniors: 2022
- Campionato argentino: 1

Boca Juniors: 2022
- Campionato brasiliano: 1

Botafogo: 2024

### Competizioni internazionali
- Coppa Libertadores: 1

Botafogo: 2024